# (35130) 1992 LQ
1992 LQ (asteroide 35130) é um asteroide da cintura principal. Possui uma excentricidade de 0.07602430 e uma inclinação de 11.47517º.
Este asteroide foi descoberto no dia 3 de junho de 1992 por Gregory J. Leonard em Palomar.